# هنري فراي
هنري فراي هو سياسي كندي، ولد في 29 يناير 1826، وتوفي في 16 أبريل 1892.